# Artur Heß
Artur Heß (* 12. Juli 1929; † 8. Januar 2011) war ein deutscher Leichtathletiktrainer.

## Leben
Heß arbeitete mit Armin Hary zusammen, bevor er im Dezember 1967 nach Wedel bei Hamburg ging und beim örtlichen Wedeler TSV als Leichtathletiktrainer und Sportwart der Leichtathletikabteilung tätig wurde. Er blieb bis Oktober 2010 im Amt, als er aus gesundheitlichen Gründen ausschied. 1975 war Heß Mitgründer der Leichtathletik-Gemeinschaft (LG) Wedel-Pinneberg, einem Zusammenschluss der Leichtathletik-Abteilungen des Wedeler TSV und des VfL Pinneberg. Heß wurde zum Ehrenmitglied des Wedeler TSV ernannt. Der Schleswig-Holsteinische Leichtathletik-Verband verlieh ihm seine höchste Auszeichnung, den Goldenen Rennschuh. Dieter Scheithe, Heß’ Mitstreiter bei der LG Wedel-Pinneberg, bezeichnete ihn als die Seele der Leichtathletik-Gemeinschaft. 2003 wurde Heß mit der Ehrennadel der Stadt Wedel ausgezeichnet.
Heß war Trainer des Diskuswerfers Rolf Danneberg, als dieser 1984 Olympiasieger wurde. Er betreute ebenfalls den Speerwerfer Wolfram Gambke, der bei denselben Spielen Vierter wurde. Zu Heß’ Schützlingen gehörte auch André Green (u. a. Deutscher Cross-Meister und Weltmeisterschaftsteilnehmer).